# Anoectochilus narasimhanii
Anoectochilus narasimhanii là một loài thực vật có hoa trong họ Lan. Loài này được Sumathi & al. mô tả khoa học đầu tiên năm 2003.